# 13号密西西比州州道

13号密西西比州州道（英語：Mississippi Highway 13，MS13）是美国密西西比州的一条南北走向州道，全长160.1英里（257.7），南起福雷斯特縣馬克西接49号美国国道（US49），北至利克縣县治迦太基接25号密西西比州州道（MS25）。